# Olivier Djappa
Olivier Djappa (né le 22 novembre 1969 à Douala au Cameroun) est un joueur de football camerounais qui joue au poste d'attaquant.

## Palmarès
- Meilleur buteur du championnat d'Allemagne de D2 (1) :
  - 2000/01 (18 buts)